# Peter Kozler

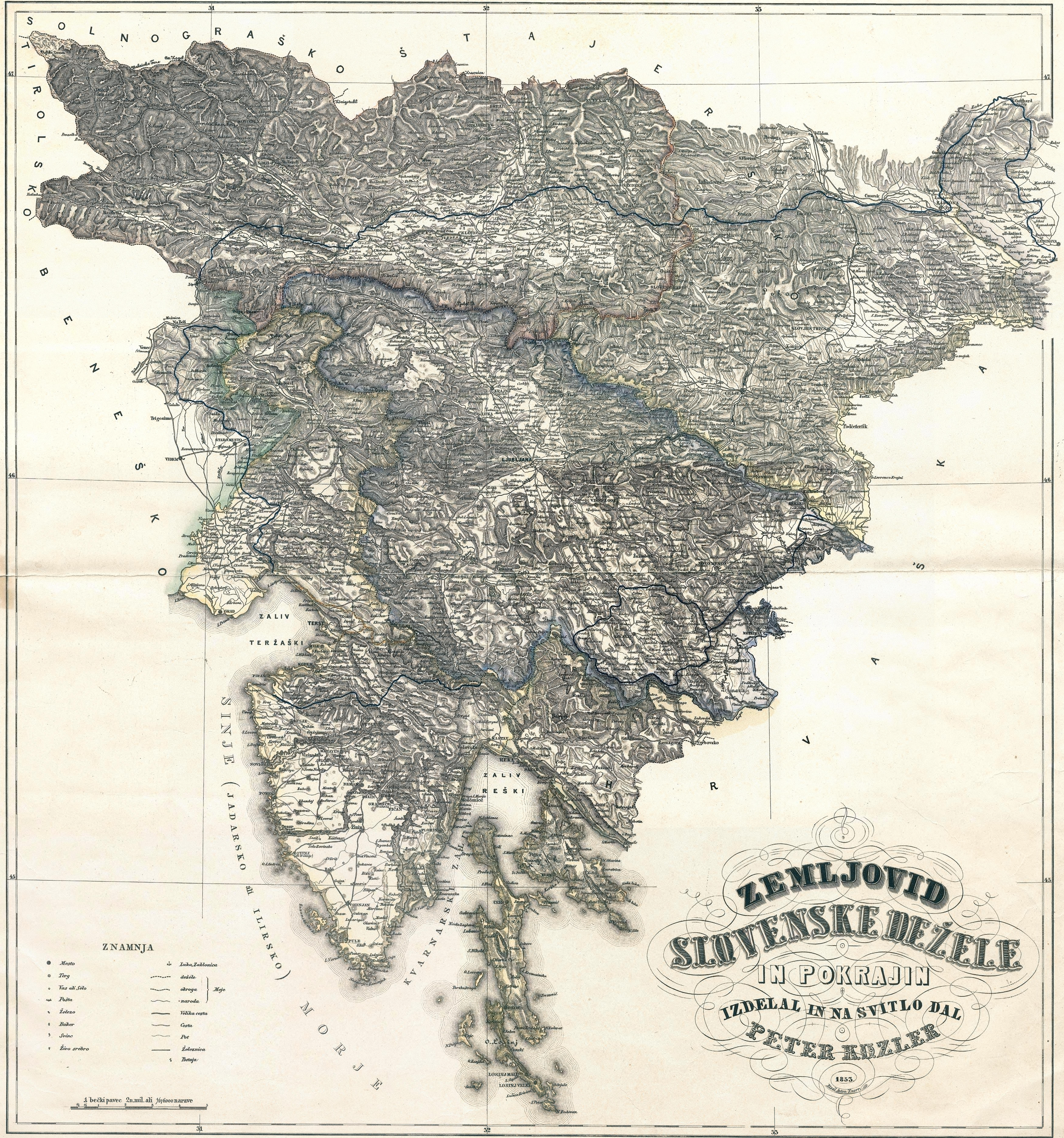
Carte de Peter Kozler.

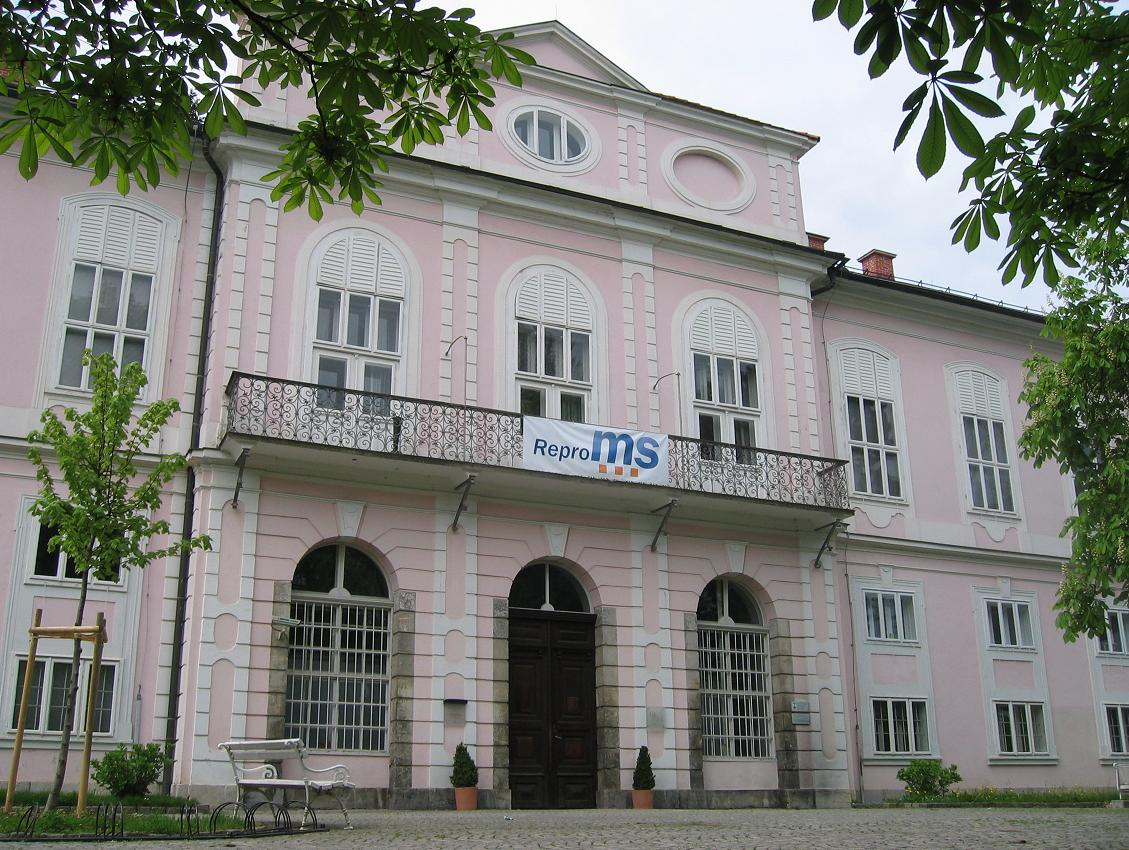
L'ancienne maison de Kozler.

Peter Kozler or Peter Kosler (16 février 1824 -16 avril 1879) était un avocat, géographe, cartographe, industriel et militant politique austro-hongrois. Bien qu'étant de culture germanique, il s’identifiait lui-même comme appartenant à la culture slovène. Il milita pour une coexistence pacifique et égalitaire entre la culture slovène et germanique au sein des régions à population slovène située au sein de l’empire d’Autriche-Hongrie. Il est devenu ainsi un des symboles de l’éveil de l’identité slovène. 

## Biographie
Kozler est né dans le village de Koče au sud de Kočevje dans le Comté de Gottschee qui appartenait à l’époque au royaume d'Illyrie (entité administrative appartenant à l’empire d'Autriche et aujourd’hui appartenant à la Slovénie). Kozler vit dans une famille aisée et fait fortune dans le domaine brassicole en fondant l’UNION Brewery. Il vit ensuite dans une habitation dénommée Cekinov grad dans le centre de Ljubljana. Ce bâtiment sera par la suite utilisé en tant que « Musée national d’histoire contemporaine » de Ljubljana. Il versera de grands montants d’argent pour aider des institutions et des associations culturelles slovènes.
Kozler est surtout largement connu en Slovénie pour être à l’origine de la première carte géographique (échelle 1:576000) représentant les régions de culture slovène. Cette carte fut réalisée en 1848 lors du Printemps des peuples. Elle fut publiée en 1854 dans un almanach intitulé Kratki slovenski zemljopis (« Petit Atlas de Slovénie »). Il s’agit du premier atlas à n’employer que le toponyme « Slovène ». Sur la carte, qui fut vite nommée « Carte de Kozler », était représentée une ligne rouge qui montrait les régions slovènes à l’intérieur de l’empire d'Autriche. Cette carte fut vite confisquée par les autorités militaires autrichiennes et ne fut rendue publique qu’en 1861. Kozler fut emprisonné brièvement pour avoir créé cette carte.
Kozler décède le 16 avril 1879 à Laibach. 